# قائمة زملاء الجمعية الملكية المنتخبين في 1695
هذه الصفحة تعرض قائمة زملاء الجمعية الملكية المُنتخبين لعام 1695.

## الزملاء
- Samuel Doody [الإنجليزية]‏
- ريتشارد بنتلي
- James Petiver [الإنجليزية]‏
- Bernard Connor [الإنجليزية]‏
- Charles Montagu, 1st Earl of Halifax [الإنجليزية]‏